# Chronicon Novalicense
Il Chronicon Novaliciense o Cronaca di Novalesa è uno scritto risalente alla metà dell'XI secolo, che narra le vicende dei monaci benedettini dell'abbazia di Novalesa dal 726 al 1050 circa. La narrazione è arricchita con particolari aneddotici e leggendari, non mancando inoltre di far intravedere la realtà sociopolitica del tempo.
La Cronaca è stata scritta a Breme da un monaco anonimo, di cui si hanno poche informazioni, rintracciabili nel testo stesso: apparteneva a una famiglia legata al vescovo di Vercelli e faceva parte del gruppo di monaci mandato a rifondare Novalesa, dopo il suo abbandono all'inizio del X secolo a causa delle incursioni dei Saraceni.

## Trama
L'opera è suddivisa in cinque libri e un'appendice finale: 

### Libro primo
Il primo libro è in gran parte mutilo: dell'originale rimangono unicamente le ultime righe. Il testo, però, può essere ricostruito con frammenti di testimonianze seriori. 
La cronaca narra la leggendaria fondazione della chiesa di san Pietro. Ai tempi di Nerone, un piccolo gruppo di cristiani guidati dalla matrona Priscilla, che si dice essere parente dell'imperatore, per fuggire alla persecuzione si rifugia alle pendici delle Alpi. San Pietro successivamente si reca a visitare la comunità dei cristiani per dare loro conforto nell'esilio. Pietro, si dice, si sarebbe fermato più a lungo e avrebbe proseguito anche oltre le Alpi, se non fosse stato obbligato a ritornare a Roma per contrastare l'eresia di Simone Mago. Quando san Pietro fu ucciso, la comunità cristiana esule in Val Susa eresse una chiesa a lui dedicata, san Pietro di Novalesa, e mutarono il nome della località in cui si trovavano, detta Ocelum, in Novalesa (che, secondo la Cronaca, deriva da “nuova luce”).
Per ribadire il nesso tra la chiesa di Novalesa e san Pietro viene raccontata un'altra leggenda, risalente però a un'epoca successiva: una monaca della Gallia, giunta a Roma, riceve per volere divino un osso dell'apostolo, che porta via con sé. Durante il viaggio di ritorno sosta a Novalesa, dove accade un miracolo per convincere un signore lì di passaggio dell'autenticità della reliquia: l'osso, a contatto con dell'acqua, muta questa in vino.
Successivamente viene raccontata la fondazione dell'abbazia di Novalesa, avvenuta per opera dell'aristocratico Abbone nel 726, il quale, morendo, lascia a questa un grande patrimonio.
Il cronista, dopo aver accennato alla futura distruzione del monastero per opera dei Saraceni, presenta la figura dell'abate Eldrado, il quale compie un miracolo: un villaggio chiamato Monastero (oggi Monêtier-les-Bains) e tutta la valle circostante era infestata dai serpenti; l'abate, recatosi al suddetto villaggio, dopo aver pregato, raccolse e radunò tutti i serpenti e ordinò loro di non far più del male a nessuno, cosa che avvenne.

### Libro secondo
Viene descritta l'organizzazione del cenobio, che segue il dettato della Regola benedettina. Il cronista si sofferma in particolar modo sul divieto per le donne di avvicinarsi al monastero, riportando ciò che aveva udito raccontare da un vecchio: c'è una croce che segna il limite oltre al quale non si può andare e colei che lo supera o viene colpita da un'infermità o muore all'istante. Il cronista inoltre riporta la tradizione per cui Novalesa sia il primo luogo in cui è stato istituito il divieto per le donne di recarsi in un monastero maschile, imitato poi da tutti gli altri cenobi. L'origine di questa prassi è da rintracciarsi in Abbone, il quale, notando che in un monastero a Urbiano i monaci desideravano le donne, decise di fondare il monastero di Novalesa lontano dai centri abitati, al riparo dalle tentazioni, e proibendo alle donne di mettervi piede. Di seguito si racconta un aneddoto che vede entrare in scena Carlo Magno, il grande protettore dell'abbazia. La moglie Berta (nome che però non è attestato altrove) volle guardare dentro al monastero, ma appena giunta davanti alle porte morì.
Il cronista descrive l'ambiente circostante l'abbazia (siamo presso il valico di Moncenisio, luogo di transito di grande importanza strategica) e si sofferma in particolare sul monte Romuleo (l'odierno Rocciamelone) raccontando la leggenda dal sapore eziologico di un re lebbroso di nome Romolo che lo abitava e che vi aveva nascosto un tesoro, introvabile a causa dell'irraggiungibilità della vetta.
Accorgendosi di essersi dilungato troppo a narrare, il cronista ritorna alle vicende dell'abbazia, ricordando il fatto che Abbone decise che l'abate fosse superiore al vescovo all'interno del cenobio e non viceversa (precisazione importante per quanto avverrà in seguito).
Viene poi presentata la figura di Valtario, un monaco ortolano, che si dice fosse stato prima un guerriero invincibile. L'uomo, divenuto vecchio, desidera fare penitenza: per decidere il luogo migliore dove espiare le proprie colpe, si veste da viandante e pone dei campanelli sul suo bastone, che agita durante i suoi pellegrinaggi; trova, però, monaci distratti che durante la preghiera prestano maggiore attenzione al tintinnio che alla recita delle lodi, finché non giunge a Novalesa: al suono delle campanelle, solo un bambino si volta per guardarlo, ma subito viene punito dal precettore. Valtario decide dunque che questo è il monastero giusto per lui. Il cronista si dilunga a raccontare la vita precedente da guerriero, trascrivendo ampi estratti del poema a lui dedicato, il Waltharius. Il racconto termina bruscamente durante lo scontro tra i tre eroi Valtario, Guntario e Aganone, quando questi ultimi notano una fiasca di vino sul cavallo del primo.
Viene raccontato poi un ulteriore aneddoto sul monaco Valtario: i servi del re Desiderio avevano depredato i carri che portavano rifornimento al monastero. L'abate, dunque, chiede a Valtario di andare a recuperarli, esortandolo però a non fare violenza ai ladri, nemmeno se questi dovessero umiliarlo spogliandolo degli abiti monacali; Valtario chiede, qualora dovessero privarlo perfino dei pantaloni, come comportarsi: l'abate, confidando nell'umiltà che avrebbe dimostrato lasciandosi derubare degli altri indumenti, non gli ordina nulla. Valtario parte per la missione, dopo aver recuperato il suo vecchio cavallo; giunto presso i predoni, viene costretto a spogliarsi quasi completamente. Quando però gli intimano di togliersi anche i pantaloni, Valtario li aggredisce con un omero che strappa da un vitello che pascolava lì vicino. Al ritorno a Novalesa, però, viene fortemente rimproverato.
Dopo la sua morte e dopo l'attacco dei Saraceni, si perdono le tracce della tomba di Valtario e del nipote, fino a che una vedova anziana, che era solita raccontare le storie antiche a quanti volevano ascoltare, rivela il luogo del sepolcro.
Conclusasi la lunga narrazione delle vicende di Valtario, il cronista ritorna a sottolineare la grande influenza sul territorio che ebbe Novalesa: nomina alcuni monasteri che erano dipendenti dall'abbazia. Vasti territori erano stati dati al cenobio da Abbone, il quale fece costruire un arco presso la città di Susa (ossia l'Arco di Augusto), su cui fece inscrivere i beni che aveva lasciato in eredità: in questo modo, quand'anche il monastero venisse distrutto, i monaci avrebbero potuto sapere quali possedimenti gli spettassero.
Inoltre, il cronista riporta piccoli aneddoti volti a sottolineare come Novalesa fosse un luogo di santi, prediletto dal Cielo: una processione di beati fa visita di notte al cenobio, alcuni monaci sentono gli angeli cantare, oppure c'è chi, addormentandosi in un campo, si sveglia senza capelli perché ha dormito sulla tomba di un santo. 

### Libro terzo
Dopo aver inquadrato il periodo storico facendo riferimento al regno di Liutprando, viene introdotta la figura dell'abate Frodoino, che si distinse per virtù e che compì molti miracoli. Inoltre, questi stringe un legame particolare con Carlo Magno: quando il futuro imperatore si appresta a scendere in Italia, si ferma a Novalesa e consuma tutte le scorte di cibo. Frodoino, dunque, prega il Signore tutta la notte chiedendo di donargli del cibo per i suoi monaci rimasti senza: il giorno dopo la dispensa fu piena. Venuto a sapere di questo miracolo, Carlo promette al monastero grandi benefici: dopo la conquista dell'Italia, infatti, donerà all'abate la corte di Gabiano e gli affiderà il figlio Ugo.
Continua di seguito la vicenda dell'avanzata di Carlo Magno contro i Longobardi: re Desiderio ne aveva bloccato il procedere a causa delle roccaforti che proteggevano i valichi, ma grazie al tradimento di un giullare longobardo, Carlo riesce a raggiungere Pavia, dove si trova Desiderio, e l'assedia. La figlia del re longobardo, innamoratasi del re franco, gli propone di sposarla, consegnandogli in cambio la città e il tesoro del padre: la principessa apre le porte di Pavia all'esercito, ma viene uccisa calpestata dai cavalli.
Si innesta qui il racconto del ritorno del figlio di Desiderio, Algiso (o Adelchi, nome che non compare però nel Chronicon), che, sotto mentite spoglie, riesce a introdursi alla corte di Carlo e a partecipare al suo banchetto, dove spezza tutte le ossa che gli vengono date da mangiare, lasciando poi la tavola prima degli altri commensali. Carlo, quando si accorge delle ossa frantumate, capisce che a compiere quel gesto minaccioso è stato Algiso e propone a uno dei soldati di inseguirlo e di ucciderlo con l'inganno; l'uomo, raggiunto il figlio di re Desiderio, finge di offrirgli in dono dei bracciali di Carlo sulla punta di una lancia. Comprendendo che non era una dimostrazione di ossequio, ma un tranello, il guerriero longobardo, dopo essersi armato, restituisce la sfida porgendo a sua volta i suoi bracciali da recapitare al re franco. Quando Carlo li riceve, li indossa, ma vedendo che sono tanto grandi da arrivargli fin sulle spalle si stupisce della grande forza dell'avversario, temendola. Algiso si reca dalla madre Ansa a Brescia. A questo punto il cronista, accorgendosi della divagazione, interrompe il racconto e ritorna a parlare della successione degli abati di Novalesa.
Dopo Frodoino viene eletto Amblulfo, dopo il quale diventa abate Ugo, il figlio di Carlo Magno, che diede al cenobio molte terre. In quegli stessi anni Carlo Magno muore e i figli si fanno guerra per la divisione dell'impero. Verrà ritrovato dall'imperatore Ottone III nel suo sepolcro ad Aquisgrana il corpo di Carlo Magno ancora intatto.

### Libro quarto
Viene eletto abate Eldrado, anch'egli uomo virtuoso che compì molti miracoli, tra cui ridonare la vista a un cieco e fermare un'epidemia.
Si riporta di seguito una lettera di Floro di Lione indirizzata a Eldrado: si desume che l'abate aveva chiesto al primo di correggere il salterio e Floro gli comunica quanto ha fatto. Innanzitutto, afferma come il lavoro è stato difficile a causa dell'incuria dei copisti di molti codici. Ha dunque deciso di confrontare la traduzione ebraica e la versione dei Settanta per rintracciare (utilizzando asterischi e obeli) nei codici a sua disposizione ciò che derivava dall'ebraico e ciò che invece era stato aggiunto. A quel punto sorge però il sospetto che anche la traduzione ebraica fosse stata deturpata dalle sviste dei copisti: dunque, si serve anche di una lettera di san Girolamo, che indica gli errori da lui rintracciati. In questa maniera ha corretto il salterio, ricollocando i passi al posto giusto, eradendo gli errori e restituendo lezioni corrette. Dopo un elenco delle correzioni fatte, esorta Eldrado a usarle anche per riscrivere un nuovo codice di Salmi. Infine, dà delle indicazioni pratiche, in particolar modo di lasciare spazio tra le righe per permettere correzioni e annotazioni senza creare confusione nei copisti futuri.
Segue un carme di Floro dedicato a Eldrado.
Di seguito vengono presentati nei frammenti alcuni abati che succedettero a Eldrado.
Giungono infine i Saraceni a Frassineto e devastano tutta la Gallia Cisalpina. I monaci dell'abbazia novalicense, sotto l'abate Donniverto, fuggono davanti alle loro devastazioni portando con sé gli oggetti più preziosi, tra cui seimila libri. Giungono a Torino presso la chiesa dei santi Andrea e Clemente (oggi comunemente identificata con il santuario della Consolata), già di loro appartenenza, nell'anno 906.

### Libro quinto
Il cronista tenta di dare un affresco al periodo complesso che vede l'ascesa di famiglie aristocratiche locali.
Ugo di Vienne viene ricordato come colui che «col suo governo insudicia il regno d'Italia»: divenuto re d'Italia, instaura un regime del terrore, tanto che nessuno osava più parlare apertamente per paura di essere spiato e incriminato. Inoltre, si distingue per la sua libidine: dopo aver fatto sposare il figlio, stupra la nuora prima che raggiunga il letto del marito. Morirà poi risucchiato da un gorgo di un fiume. Anche il figlio, Lotario, non si distingue per virtù: dà in signoria al marchese di Torino, Arduino il Glabro, l'abbazia di Breme.
Il marchese Adalberto d'Ivrea, successore di Arduino, vedendo i possedimenti dell'abbazia devastati e i monaci ridotti in miseria, dona loro la chiesa di sant'Andrea, situata presso le mura della città. Qui successivamente l'abate Belegrimo sposterà il monastero, che prima era situato davanti al castello di Torino.
Il cronista compie un passo indietro per accennare alla «infelice stirpe di Arduino»: racconta gli scontri per la supremazia tra i due fratelli Ruggero e Arduino e il loro cliente Alineo. Ruggero riesce a ottenere il governo delle terre (la contea di Auriate) con l'astuzia e, sposando la moglie del precedente possidente, genera due figli che chiama Ruggero e Arduino, detto il Glabro.
Il racconto si interrompe, in quanto al cronista sovviene il ricordo di una vicenda familiare, che inserisce nella cronaca: un suo prozio, soldato, viene assalito dai Saraceni e messo in vendita assieme al servo. Il fratello, nonno del monaco, vedendo il servo e venuto a sapere dell'accaduto, chiede aiuto prima al vescovo di Vercelli (suo padrino) e poi a vicini e amici per trovare il denaro sufficiente a riscattarli.
Il cronista si propone poi di parlare delle vicende dei re. Morto il re Lotario II, la moglie Adelaide viene catturata da Berengario I. Viene però liberata da una serva, che scava un buco nei pressi della soglia della camera in cui era stata rinchiusa. Si nascondono in una palude, dove incontrano un uccellatore, Varino, che vuole stuprare la regina, la quale però resiste. Varino, alla fine, svela la sua vera identità: è un chierico e afferma di star solo simulando l'abuso. Questi diventerà vescovo di Modena per volere della regina. Adelaide chiede aiuto ad Attone (Adalberto Atto di Canossa), che la ospita nel suo castello di Canossa. Berengario viene a sapere dell'accaduto e pone sotto assedio la fortezza. Vengono a mancare i rifornimenti necessari al sostentamento del castello, ma Dio viene in soccorso: Arduino, che assediava assieme a Berengario il castello, chiede a questi di poter parlare con Attone. Arduino consiglia a questi di far mangiare tutto il frumento rimasto a un cinghiale e di mandarlo fuori dalle mura. Attone segue il consiglio e quando Berengario vede l'animale ben nutrito ne rimane talmente stupito che decide di abbandonare l'impresa. Ottone, duca di Sassonia, giunge in Italia rivendicando il regno e sposa Adelaide. Berengario si rifugia allora nel castello di san Giulio, ma viene catturato e accecato.
La narrazione delle “vicende dei re” si interrompe, per passare a quelle degli abati di Breme. Berengario, prima della cattura di Ottone, ordina agli uomini del villaggio di Folingo di cacciare i lupi che infestavano la terra. A Breme, però, c'erano due fratelli potenti che tiranneggiavano gli uomini del villaggio, i quali, però, dopo gli ordini ricevuti dal re, decisero di non sottomettersi più a loro. I due fratelli, irati, li torturano, ma Berengario interviene minacciandoli di togliere loro le terre possedute. Questi fuggono: una parte del territorio viene comprata dal marchese Adalberto I d'Ivrea, l'altra parte viene rivendicata da Aimone, conte di Lomello, che la lascia in eredità a san Pietro. I monaci scelgono queste terre come sede della loro congregazione.
I Saraceni vengono scacciati da Frassineto dal conte Robaldo di Provenza grazie al tradimento di uno di loro e la Val Susa viene riconquistata da Arduino il Glabro. Quest'ultimo, però, si impadronisce dell'abbazia di Breme redigendo un documento che ne attestava il possesso, ma muore poco dopo. L'abate Gezone si lamenta con Ottone, divenuto re d'Italia, e questi fa bruciare il diploma di Arduino e ne redige uno favorevole all'abbazia. Con l'ingresso in monastero di tre conti, Breme ottiene dei territori (il cronista ricorda che questi fatti avvennero ai tempi dell'incoronazione di Ottone III). L'abate Gezone decide di mandare un gruppo di monaci guidati dal monaco architetto Bruningo a ricostruire Novalesa e il cronista stesso prende parte alla spedizione. Una volta giunti nel luogo dell'antica abbazia, la trovano piena di erbacce, ma le mura non erano state distrutte. Una volta riportato in auge il monastero a Novalesa, vengono fatte numerose donazioni. Di seguito, vengono raccontati miracoli compiuti da Gezone e non solo: in questo modo il luogo riottiene l'aura di santità che già gli apparteneva prima della fuga.

### Appendice
Viene riportato l'attestato di Carlo Magno dei beni posseduti dal monastero e di seguito una lettera indirizzata a papa Giovanni XIII da parte dell'abate Belegrimo: nella parte iniziale viene riassunta brevemente la storia del monastero, mentre poi procede denunciando gli abusi del marchese Arduino. L'abate chiede infine al papa una delegazione da mandare all'imperatore per farlo intervenire e di scomunicare il marchese.
Quando Corrado II diventa imperatore, la guida dell'abbazia viene data a Odilone, nipote dell'omonimo abate di Cluny, il quale però dà in beneficio ai suoi vassalli molti poderi appartenenti al cenobio. Ma l'imperatore concede l'abbazia in beneficio ad Alberico, vescovo di Como, il quale assume un comportamento dispotico: chiede un giuramento di fedeltà ai servi, maltratta i monaci e cattura l'abate. Dopo la sua morte, il vescovo di Como suo successore, Liticherio, dà l'abbazia a Eldrado, il quale scaccia Odilone.
Il cronista intende poi mostrare il male che l'abate Oddone fece al monastero di Breme: approfittando di un contrasto tra Arduino d'Ivrea e il marchese di Torino Magnifredo (Olderico Manfredi), chiede al primo di renderlo abate in cambio di denaro. Dopo la sua cattura e la sua successiva liberazione, continua a tentare di ottenere priorati e abbazie con sotterfugi, finendo però costretto dall'imperatore Enrico II a rimanere chiuso in convento. Lì però crea disordini e l'abate gli concede un priorato per acquietarlo. Oddone ritorna a comportarsi come sempre: dopo la morte dell'abate Eldrado, riesce a ottenere l'abbazia di Breme. Obbliga i monaci a giurargli fedeltà e li maltratta, compie azioni malvagie e sudicie, fino a che non vende l'abbazia sperando di ricavarne denaro.
Il cronista poi retrocede al tempo in cui regnava in Italia Lamberto II. Si succedono uno dopo l'altro gli imperatori, fino ad arrivare a Ottone III. L'imperatore viene imprigionato dai Bizantini durante una battaglia, i quali chiedono il riscatto alla regina: questa manda degli efebi vestiti da donna, ma con le spade nascoste sotto gli abiti, a portare degli scrigni che sembravano pieni d'oro. Durante le trattative Ottone riesce a scappare gettandosi in mare.
L'imperatore Enrico II ottiene il regno d'Italia dopo averne scacciato il re Arduino d'Ivrea. Dopo la morte dell'imperatore, succede al trono Corrado II, che sottomette alcune abbazie, tra cui quella di Novalesa, data poi al vescovo di Como. Soltanto il figlio Enrico III ridona all'abbazia il suo antico stato regale e proibisce che questa possa essere concessa ad altri.

## Il manoscritto
Il manoscritto originale della Cronaca è tramandato su un rotulus di pergamena, composto da ventotto fogli cuciti assieme. La scelta di questo supporto scrittorio, benché comune per la stesura delle cronache monastiche, fu una delle cause del deterioramento del testo. Infatti, sono caduti dei fogli in testa al rotolo corrispondenti sul recto al I libro, sul verso alla maggior parte del IV libro e all'indice del V; mentre in coda sono caduti dei fogli che riportavano sul recto i primi capitoli del IV libro (sul verso erano bianchi). Alcune lacune possono essere ricostruite in base a testimonianze seriori: alcuni autori, infatti, hanno trascritto parti della Cronaca quando questa presentava dei fogli poi andati perduti.
La scrittura è una minuscola carolina dell'XI secolo, non molto accurata. È ancora incerto se sia stato scritto da più mani o da un solo copista e se, in tal caso, questi possa identificarsi con l'autore.
La lunghezza complessiva della parte superstite del rotolo è di 11,7 m, mentre la larghezza varia tra gli 8,5 cm e gli 11 cm.
Il rotolo è conservato presso l'Archivio di Stato di Torino.

## Scopo dell'opera
La Cronaca di Novalesa risponde all'intento di riportare in auge il radicamento del cenobio in Val Susa, venuto sempre più a mancare a partire dal X secolo. Il cronista ripercorre la storia del monastero ponendo attenzione al legame con la dinastia imperiale, in particolare quella carolingia, che aveva concesso al cenobio immunità e privilegi: infatti, per esempio, il cronista racconta di Ugo, figlio di Carlo Magno, che diventa abate di Novalesa, oppure riferisce che viene dato rifornimento all'esercito franco durante la campagna militare contro i Longobardi, ma viene anche rispettato il programma carolingio di traduzioni della Bibbia. Con la successiva età ottoniana si provano a ristabilire dei contatti diretti con l'illustre stirpe carolingia (esempio eloquente di ciò è l'accenno alla visita da parte di Ottone III al sepolcro di Carlo Magno, simbolo dell'appropriazione delle insegne imperiali da parte di Ottone), nonostante l'abbazia rimanga in balia dell'incostante calcolo politico. Il monastero regio prova così a contrapporsi al nuovo potere dei marchesi: collegarsi a un passato importante è un modo di rivendicare l'autonomia del potere presente.
Inoltre, il cronista pone spesso in contrapposizione gli eventi esterni al monastero, generalmente caratterizzati da nefandezze, a quelli interni: vengono delineate figure esemplari, miracoli e apparizioni. Il cenobio è avvolto da un'aura di santità (Valtario, ricordiamo, sceglie Novalesa come luogo di espiazione dei peccati in quanto viene ritenuto il più austero), dove gli elementi negativi sono invece isolati e ben distinti. Anche il racconto leggendario delle origini dell'abbazia è da inserirsi in questo intento nobilitante. L'esperienza spirituale, che rimane ininterrotta nei secoli, è l'elemento che dona continuità e identità a una comunità dispersa, e ne rende più sostanziale la difesa dell'autonomia.

## L'uso delle fonti: tra storia e leggenda
Il cronista nella stesura del Chronicon Novaliciense deve aver fatto ricorso indubbiamente a documenti e narrazioni storiche, ma anche a tradizioni orali, dove la testimonianza diretta assume un valore decisivo per rivendicare la veridicità dei fatti (più volte, infatti, il cronista riferisce di aver riportato eventi che gli erano stati raccontati da anziani o da figure autorevoli). Si possono individuare sostanzialmente due correnti: una cronachista, che prende spunto da autori come Paolo Diacono, Liutprando da Cremona e Gregorio di Tours, e una leggendaria.
Il gusto per la leggenda permea l'intera narrazione, ne è una componente sostanziale: la storia è vista in funzione di un'amplificazione fantastica. Questo fa sì che il quotidiano assuma il medesimo peso di eventi capitali, i quali a loro volta sono spesso piegati a un tono aneddotico; al monaco non sembrano interessare i nessi causali degli avvenimenti (ci sono infatti lacune, errori, digressioni, curiosità), importa il valore esemplare. Non si deve però rimproverare al monaco una mancanza di coscienza storiografica: egli è inserito perfettamente nel periodo storico in cui si trova, nel quale è presente una stretta connessione e commistione tra la storiografia e l'epica cavalleresca; non bisogna dimenticare infatti che le chansons de geste vengono prodotte proprio in questi anni e probabilmente il cronista ne viene a conoscenza grazie ai giullari che percorrono la strada presso il Moncenisio, impiegandole per la sua narrazione. Quando il monaco falsifica coscientemente, ciò avviene perché desidera adattare le informazioni alla storia del proprio monastero: Valtario, per esempio, viene presentato come monaco di Novalesa per legarne il culto al cenobio.

### La leggenda di Valtario.
I capitoli 7-12 del libro II sono interamente dedicati alla figura di Valtario. Gran parte della sezione riservata all'eroe-monaco è occupata dalla riproduzione del Waltharius: inizialmente il cronista si mostra attento e fedele riportando quasi integralmente il poema, mentre la seconda sezione del componimento viene riassunta in modo sbrigativo, senza citare alcun verso. Inoltre, il compendio si chiude bruscamente sull'unico elemento innovativo in tutta la tradizione del poema, ossia l'accenno a una fiasca di vino sulla sella dell'eroe.
Il poema è preceduto da alcuni distici attestati unicamente nel Chronicon, forse tratti da una Peregrinatio Waltharii oggi perduta, ma che forse possono anche essere un epitaffio dell'eroe, in quanto il breve testo presenta una sua compiutezza e organicità.
La narrazione della storia del guerriero è incorniciata all'interno delle vicende di Valtario una volta divenuto monaco. Questi episodi presentano dei paralleli con altri poemi sia mediolatini sia romanzi, come il Moniage Guillaume, ciclo epico che ruota attorno alla figura di Guglielmo d'Orange, o la Chevalerie Ogier, che presenta le vicende di Ogieri il Danese.

### La leggenda di Adelchi.
Adelchi (nella Cronaca chiamato Algiso) viene presentato, nei capitoli 21-23 del III libro, come un guerriero dalla forza straordinaria. Alcuni studiosi ritengono che l'origine della breve narrazione riportata dal cronista non debba rintracciarsi in canti epici longobardi, bensì nelle chansons de geste, e soltanto l'episodio dei bracciali possa avere un'origine germanica. Più recentemente, però, si è proposta invece l'ipotesi che il cronista stia rielaborando, con lo scopo di dar vita a una legenda Algisii, episodi provenienti dall'ambiente longobardo. Non si è però giunti ancora a conclusioni sicure: quel che è certo è il fatto che vi è una confluenza di modelli narrativi che si intrecciano.
La connotazione guerriera che distingue Adelchi nel Chronicon Novaliciense condizionerà probabilmente Manzoni nella stesura dell'opera dedicata all'eroe longobardo.

### Edizioni
- L. Bethmann, Chronicon Novaliciense, Hannover, Monumenta Germaniae Historica, 1846. URL consultato il 6 maggio 2021 (archiviato dall'url originale il 20 marzo 2019).
- Chronicon Novaliciense, a cura di C. Combetti, Torino, 1843.
- Monumenta novaliciensia vetustiora: raccolta degli atti e delle cronache riguardanti l'Abbazia della Novalesa, a cura di C. Cipolla, Roma, 1898-1901.

### Traduzioni
- Cronaca di Novalesa, a cura di G.C. Alessio, Torino, 1982.

### Studi
- M. B. Bertini, I Custodi della memoria. L'edilizia archivistica italiana statale del XX secolo, Santarcangelo di Romagna, 2014.
- A. Bisanti, La leggenda di Walthario e i distici «Vualtarius fortis» nel «Chronicon Novaliciense», in “Bollettino di Studi Latini”, 40, 1 (2010), pp. 76-85.
- A. Ferrari, I sentieri dell'immaginario. Luoghi leggendari della Valle di Susa, in “Segusium”, 49 (2010), pp. 207-230.
- P. Majocchi, La morte del re. Riti funerari e commemorazione dei sovrani nell'alto medioevo, in “Storica”, 49 (2011), pp. 7-61.
- G. Maroni, La memoria di Desiderio e Adelchi nella tradizione medievale, in “Aevum”, 85 (2011), pp. 567-616.
- G. Penco, Il monachesimo fra spiritualità e cultura, Milano, 1991.
- L. Provero, Monaci e signori fra dialettica e partecipazione, in “Segusium”, 49 (2010), pp. 89-108
- P. Rajna, Contributi alla storia dell' epopea e del romanzo medievale. La Crónica della Novalesa e l'epopea carolingia, in “Romania”, 89 (1894) pp. 36-61.
- G. Sergi, Monasteri sulle strade del potere. Progetti di intervento sul paesaggio politico medievale fra le alpi e la pianura, in “Quaderni storici”, 61 (aprile 1986), pp. 33-56.
- A.A. Settia, I saraceni sulle Alpi: una storia da riscrivere, in “Studi Storici”, 28 (Gen-Mar 1987), pp.127-143.